# Pal Gropa
Pal Gropa was een Albanese edelman. Hij heerste in de middeleeuwen over de gebieden Ohrid and en Dibër. Hij stamde af van het adellijk geslacht Gropa. Zijn titel was župan.
Pal's dynastie Gropa had goede banden met het Huis Anjou-Sicilië en met de Serviërs. De latere Prins Marko Mrnjavčević, startte echter rivaliteit met de Gropa's en eiste meer grondgebied voor de Serviërs. Na hulp van de Muzaka-dynastie hadden de Gropa's hun eigen gebied terug. De familie Gropa zou tevens een van de Albanese adel zijn die deelnam aan de Slag op het Merelveld, waar het Servische leger gesteund werd door een Balkan alliantie in een veldslag tegen het Ottomaanse Rijk.De dochter van Pal trouwde met Teodor I Muzaka, de prins van Berat.